# 日本のパンク・ロック
本項では、日本のパンク・ロックについて解説する。

## 歴史

### 1970年代（パンクムーヴメント以前）
日本でのパンク・ロックの歴史は、1970年代後半、イギリスの三大パンクバンドであるセックス・ピストルズ、ザ・クラッシュ、ダムドなどの成功を始めとして起こったパンク・ムーヴメントに影響されて始まった部分が大きいが、それ以前にも音楽性はパンク・ロックとは呼べないものの、攻撃的なメッセージ性を含んだ歌詞やパフォーマンスなどで後に日本におけるパンク・ロック・バンドの原点とも評されるバンドも存在した。
1969年に結成され、ブルースロックを基調としながらも、差別用語を（自虐的に）多用した歌詞や客との喧嘩が絶えないライブ・パフォーマンスを行っていた村八分、1970年に結成され、政治的に過激なメッセージを歌い、ファースト・アルバムが発売中止となった頭脳警察、1973年にデビュー、暴走族に絶大な人気を誇り、ライブでのトラブルが絶えなかった外道などがこれにあたる。
これらのバンドはその当時にはパンク・ロックという言葉が存在しておらず、特にカテゴリーとして括られる事は無かったため、後にその存在がクローズ・アップされるまではパンク・ロック・バンドとしては全く認知されていなかった。

### 1970年代（パンクムーヴメント以後）
その後、1970年代も後半に入ると、ロンドンやニューヨークでのパンク・ムーヴメントの勃興に伴い、日本においてもその影響を受けたロックバンドが次々に誕生する。
東京では、1970年代前半から紅蜥蜴として活動をしていたLIZARD、ニューヨークへ渡りコントーションズ、ティーンエイジ・ジーザス・アンド・ザ・ジャークスに参加しノー・ウェイヴ・ムーブメントを直に体験したレックとチコヒゲらによるフリクション、後に日本のインディーズ・レーベルの始祖とも言える「ゴジラ・レコード」を発足させるヒゴヒロシによるミラーズ、ミスター・カイト、S-KENが、「東京ロッカーズ」と称したシリーズ・ライブを開始しオムニバス・アルバムをリリース。
8 1/2、THE FOOLSの前身のSEXらは、オムニバス・アルバム『東京NEW WAVE'79』をリリース。名古屋では、髪を逆立てたヘアースタイルや鋲ジャンといったパンク・ロックのイメージを早くから体現していたTHE STAR CLUBなどが登場。
そして関西でも、現在は作家として活動している町田町蔵（現・町田康）率いるINU、Phewらが在籍していたアーント・サリー、ハードコア・パンクの先駆けともいうべき高速な演奏スタイルのSS、JOJO広重が在籍したULTRA BIDEが「関西NO WAVE」と称したライブを開催。
福岡では、ビートを強調したパンク・バンドが数多く、めんたいロックと呼ばれている。1970年代にYMOとの邂逅から生まれたニュー・ウェイヴとロックンロールの融合としてデビューを飾り、初来日したラモーンズと共演して以降、親交を深めたことで知られるシーナ&ザ・ロケッツ、1980年代に入ってTHE ROOSTERS、現在は役者として知られる陣内孝則がボーカルを務めていたザ・ロッカーズ、THE MODSなどが続々と登場。
また、灰野敬二、工藤冬里などノイズ系のロック、フリー・ジャズ、即興演奏などのアーティストが活躍していたライブハウス「吉祥寺マイナー」からは、後にタコを結成する山崎春美らのガセネタ、初期には額をカミソリで切り流血、放尿、生きたままのニワトリやシマヘビを食いちぎるなどの過激なライブ・パフォーマンスを展開していたじゃがたらなども登場した。
シーナ&ザ・ロケッツ以外のニュー・ウェイヴ・バンドにもパンクの影響を受けたグループは少なからず存在していた。平沢進が率いる後期のマンドレイクや後身のP-MODEL、8 1/2の泉水敏郎も所属していたヒカシュー、プラスチックスなどといった、テクノポップバンドと俗称されたバンドや、ガールズバンドのパイオニアであったZELDAなど、多くのバンドがパンク色の強いスタイルをとっており、また他のパンク・ロック・バンドとの交流も多かった。
しかし、これらのバンドの出現は、まだまだムーヴメントと呼べる規模には至らず、短期間で解散してしまうバンドや、スタイルが変化したバンドも多かったため、一般には中々浸透するには至らなかった。そして、東京ロッカーズのバンドなどはパンク以前にも音楽活動経験がある20代後半の大人によるパンクロックが主力であった。SSやTHE STAR CLUBなど10代のバンドもあったが、若者の初期衝動による攻撃的なパンク・ロックがムーヴメントとなっていくのは、1980年代以降の多くのハードコア・パンク・バンドの出現を待つことになる。

### 1980年代前半
そのような状況の中、1978年に結成され、ヤマハ主催のコンテスト「EAST WEST」にて優秀バンド賞を獲得したアナーキーが、1980年にビクターよりデビューする。ファースト・アルバムに収録されていた曲が、皇室を揶揄する歌詞だったため、レコード会社が政治団体から抗議を受け一旦回収となるなど話題を呼び、10万枚以上を売り上げ、日本に「パンク・ロック」という言葉、そしてパンクの反体制的なイメージを浸透させた。しかし一方では、イギリスのザ・クラッシュの楽曲に日本語詞を乗せて歌うなど、「物まねパンク」と批判する意見もあった。
そして、1980年に結成され、観客に豚の臓物や汚物、爆竹などを投げ込み、全裸になってオナニーをするなど過激なパフォーマンスで脚光を浴びた遠藤ミチロウ率いるザ・スターリンが登場。徐々にその常軌を逸したパフォーマンスは週刊誌などにも掲載され、世間一般にもパンクという言葉を浸透させていく事となった。しかし、知名度が上がるに連れ、一般の若者達には「パンクとは汚物を撒き散らしたり、全裸になったりして歌う事だ」と大きな誤解を招く結果ともなってしまい、他のパンク・ロックバンドからは異端の存在として白い目で見られていた部分もある。
アナーキーやザ・スターリンのようなメジャーのレコード会社から作品を発表するバンドもいる一方で、多くのパンクバンドは、この頃、全国で多数出現したインディーズ・レーベルから自主制作でソノシート、レコードを発表していた。しかし、インディーズのレコードの流通はまだ整備されておらず、一部のインディーズ専門のレコード店でのみ販売され、多くのファンはパンク雑誌「DOLL」や口コミなどで情報を得ていた。
インディーズでは、イギリスのディスチャージ、GBHなどから影響を受けたハードコア・パンク・バンドが多数登場。東京で「ハードコア四天王」と呼ばれたGAUZE、G.I.S.M.、THE COMES、THE EXECUTEや、関西ハードコアではLAUGHIN' NOSE、MOBS、ZOUOなど、その他、MASAMI率いるGHOUL、「ADKサウンド」と言われた日本ならではのドロドロとした日本語のパンクロックを展開した奇形児、MASTURBATION、あぶらだこなどが初期のシーンをリードした
また、パンクの中にゴシック・ロック的退廃を取り入れたポジティヴ・パンクもハードコアと連動する形で盛り上がり、AUTO-MOD、マダムエドワルダ、SADIE SADS、アレルギーなども登場。
このように、1980年代前半に急激に増えたパンク・バンドだが、the 原爆オナニーズ（名古屋）、SA（岐阜）、コンチネンタル・キッズ（京都）、GAS（広島）、白(KURO)（福岡）、CONFUSE（福岡）、スワンキーズ（福岡）など地元を拠点に活動し高い人気を誇ったパンク・バンドも多く、全国各地で独自のパンク・シーンが築かれていた。

### 1980年代後半
1980年代半ばになると、雑誌「宝島」を中心にインディーズ・ブームが起こり、NHKで特別番組「インディーズの襲来」としてパンク・シーンが紹介されるほどの社会現象となった。その中でも、ハードコア・シーンから登場しポップセンスを取り込んだLAUGHIN' NOSE、THE WILLARD、有頂天は「インディーズ御三家」と言われ高い人気を誇った。
前述のテクノポップやニュー・ウェイヴだけでなく、インディーズ・ブームで脚光を浴びた有頂天、筋肉少女帯、ばちかぶりなどのナゴムレコード、前述のポジティヴ・パンクとともにヴィジュアル系の源流の1つとも言えるYBO2、Z.O.A、ASYLUM、SODOMなどのトランスレコード、また非常階段、ハナタラシ、ザ・ゲロゲリゲゲゲのようなノイズなど、当時のアンダーグラウンド、インディーズ・シーンで活躍するバンドの多くは、パンク・ロックの影響下にあり、実際パンクバンドとの対バンが多く、広義ではパンクと目される場合もあった。
そして、暴力的な嗜好にあふれていたパンクシーンにおいても、パンク・ロックの持つ攻撃的な音楽性を持ちながらも、ポップなメロディを持ち合わせた楽曲を演奏するCOBRA、KENZI & THE TRIPS、THE POGO、ニューロティカ、JUN SKY WALKER(S)、The ピーズといったバンドも現れ始める。
特にその中でも、1987年にメジャーデビューしたTHE BLUE HEARTSは、パンク・ロックを基調としながらも、青春的メッセージ性のあるシンプルでストレートな歌詞によって、若者を中心に圧倒的支持を集め、それは一般においても知名度を獲得することとなった。その後、日本の音楽シーンにおいても空前のバンドブームが訪れ、様々なロックバンドが台頭するようになる。日本においては彼らの活動がスタイルもしくはファッションとしての“パンク”を日本中に知らしめた事となった。
また、パンクとソウル・ミュージック、サイケデリック・ロックを融合させたニューエスト・モデル、メスカリン・ドライヴは、そのアティチュードの面において現在のソウル・フラワー・ユニオンに繋がる活動を展開した。
一方、ハードコア・パンク・シーンでは、1980年代半ば以降、USハードコアからの影響も強くなっていった。その中でも代表的なLip Cream、後にナパーム・デスなど海外のバンドにも影響を与えグラインドコアのジャンル形成にも大きく寄与したS.O.B、日本のスケート・コアの先駆けでスラッシュ・メタルとクロスオーバーしたROSE ROSE、ヘヴィメタルとクロスオーバーしG.I.S.M.とともにメタルコアの先駆けとなったGASTUNKなど音楽性も多彩なバンドが人気を誇り、1990年代以降のハードコア・パンク・シーンへとつながっていった。
ヘヴィメタルとの音楽的なクロスオーバー化が進む一方、一部では「メタル狩り」と呼ばれるヘヴィメタルに強い嫌悪感を持つパンクスによる暴力行為が多発したのもこの頃であった。ライブハウス「目黒鹿鳴館」の関係者によると、1980年代後半当時、パンクスとメタルファンが居酒屋やライブハウスでバッティングすれば喧嘩は当たり前であったという。その中でもメタル側の相手がX、DEAD END、UNITEDの様にハードコアバンドとの繋がりが深いバンドの知り合いと判明した場合、丸く収まることもあったと述懐している

### 1990年代
1990年代になると、さらに様々なジャンルとのミクスチャーが進み、その先駆とも言えるNUKEY PIKESが登場。パンク・ロックが細分化されていった。中でもメロディック・ハードコアやスカコアなどが高い人気を誇り、メロコアではHi-STANDARD、BRAHMAN、HUSKING BEEなど、スカコアではPOTSHOT、KEMURI、SNAIL RAMPなど、チャートの上位に入るパンク・バンドが続々と登場する。この頃に台頭したバンドはHi-STANDARDが企画したロック・フェスティバルから「AIR JAM世代」と呼ばれる。市場では同時期に勃興したミクスチャー・ロックと合わせて「ラウド・ロック」、あるいは「ラウド/パンク」というカテゴリーで現在も扱われる事が多い。日本のエモーショナル・ハードコアの先駆けとなったeastern youthやbloodthirsty butchersなどもこの頃台頭している。また、ストラグル・フォー・プライドなどのようなクラブカルチャーと連動するようなハードコア・パンクバンドも登場し始めた。
さらに社会を過激に風刺したメッセージ性の強い歌詞によるストリートパンクの音楽性に転向した黒夢が、1997年から1998年にかけておよそ230本という記録的な数のライブを行い、アルバム『CORKSCREW』は48万枚以上売り上げた。

### 2000年代以降
21世紀に入るとGOING STEADY、MONGOL800、B-DASH、ガガガSP、ロードオブメジャー、175R、FLOWらの登場で青春パンクブームが到来し、中高生を中心に支持を集めた。中でもMONGOL800が2001年にリリースしたアルバム『MESSAGE』は、発売から7か月後のオリコンアルバムチャートで、1位を記録するなどのロングセラーとなり、インディーズ・アーティストとして史上初のミリオンセラーの記録となった。また、ロック・フェスティバルが次々と開催されるようになり、ラウド/パンク・ロックもそのシーンに組み込まれるようになったことで、ELLEGARDEN、10-FEET、マキシマムザホルモンなどのバンドが台頭した。2008年には10-FEETが企画したロックフェス「京都大作戦」が初開催され、前述のバンドの他、TOTALFAT、SiM、HEY-SMITHなどが出演。現在のラウド/パンク・シーンの象徴のひとつとなっている。

## 日本のパンク・ロックのサブジャンル一覧
- めんたいロック
- 青春パンク